# Blair Castle (Fife)

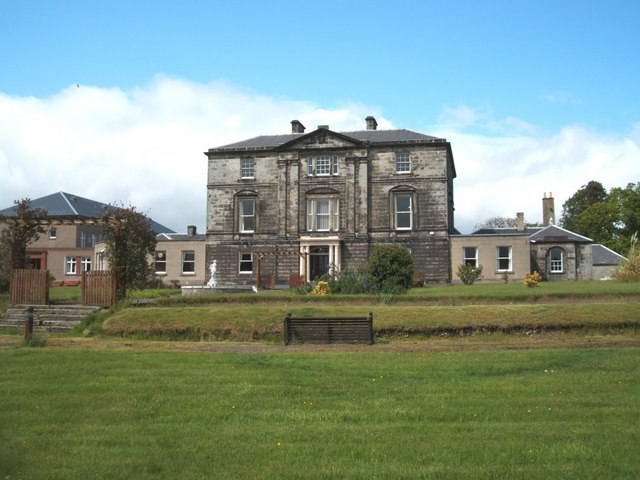
Blair Castle

Blair Castle ist eine Villa nahe der schottischen Ortschaft Culross in der Council Area Fife. 1972 wurde das Bauwerk als Einzeldenkmal in die schottischen Denkmallisten in der höchsten Denkmalkategorie A aufgenommen.

## Geschichte
Am Standort von Blair Castle befand sich ein älterer Wehrbau gleichen Namens, der um 1830 abgebrochen wurde. Blair Castle wurde zu einem nicht näher spezifizierten Zeitpunkt zwischen 1800 und 1830 errichtet. Der planende Architekt ist nicht überliefert. Auf Grund der auffälligen stilistischen Parallelen zur Architektur des 1792 verstorbenen schottischen Architekten Robert Adam, wird vermutet, dass es sich entweder um einen Schüler Adams handelte oder ein nicht früher realisierter Entwurf Adams ausgeführt wurde. Um 1927 wurde Blair Castle überarbeitet und möglicherweise dezent erweitert. Es diente fortan als Wohlfahrtsheim des National Coal Board.

## Beschreibung
Blair Castle steht isoliert am Nordufer des Firth of Forth rund 1,5 km westlich von Culross. Die dreistöckige Villa ist spätklassizistisch ausgestaltet. Ihre südexponierte Hauptfassade ist drei Achsen weit. Im Bereich des Erdgeschosses ist das graue Sandsteinmauerwerk rustiziert. Gurtgesimse gliedern die südexponierte Hauptfassade horizontal. Am Mittelrisaliten befindet sich das dorische Eingangsportal. Darüberliegend sind Drillingsfenster, im ersten Obergeschoss in einer segmentbogigen Aussparung, eingelassen. Gepaarte kolossale ionische Pilaster flankieren die Fenster. Sie tragen einen Fries mit abschließendem Dreiecksgiebel. Wie auch die vier Nordflügel sowie der komplexere, flachere Ostflügel, schließt der Corps de Logis mit einem flachen, schiefergedeckten Walmdach.